# ECW Heat Wave
Heat Wave, również stylizowane na Heatwave, to gala wrestlingu produkowana obecnie przez WWE dla jej rozwojowego brandu NXT. Pierwotnie było to wydarzenie pay-per-view wyprodukowane przez Extreme Championship Wrestling (ECW), które odbywało się co roku od 1994 do 2000. ECW upadło w 2001, a WWE nabyło ich aktywa w 2003. W 2022 WWE przywróciło nazwę Heat Wave dla NXT, ale stylizowany na Heatwave i od tego czasu odbywa się co roku, najpierw jako program telewizyjny NXT w 2022 i 2023 roku, a następnie jako wydarzenie transmitowane na żywo w 2024 roku, gdy WWE zaprzestało nadawania NXT w trybie pay-per-view od 2022 roku. Wydarzenie nosi nazwę nawiązanie do tego, że odbędzie się ono latem, ponieważ wszystkie wydarzenia odbywały się w lipcu lub sierpniu.

## Lista gal
|  | Gala brandu NXT |

| Gala                                        | Data                           | Lokalizacja                    | Arena                          | Walka wieczoru | Źródło                         |
| Eastern Championship Wrestling              | Eastern Championship Wrestling | Eastern Championship Wrestling | Eastern Championship Wrestling | Eastern Championship Wrestling                                                                                              | Eastern Championship Wrestling |
| ------------------------------------------- | ------------------------------ | ------------------------------ | ------------------------------ | --- | ------------------------------ |
| Heat Wave (1994): The Battle for The Future | 16 lipca 1994                  | Filadelfia, Pennsylwania       | ECW Arena                      | The Public Enemy (Rocco Rock i Johnny Grunge) vs. Terry Funk i Dory Funk Jr. Barbed Wire match                              |                                |
| Extreme Championship Wrestling              |                                |                                |                                | |                                |
| Heat Wave (1995): Rage In The Cage!         | 15 lipca 1995                  | Filadelfia, Pennsylwania       | ECW Arena                      | The Public Enemy (Rocco Rock i Johnny Grunge) vs. The Gangstas (New Jack i Mustafa Saed) Steel Cage match                   |                                |
| Heat Wave (1996)                            | 13 lipca 1996                  | Filadelfia, Pennsylwania       | ECW Arena                      | The Sandman, Terry Gordy i Tommy Dreamer vs. Raven (c), Brian Lee i Stevie Richards Steel Cage match                        |                                |
| Heat Wave (1997)                            | 19 lipca 1997                  | Filadelfia, Pennsylwania       | ECW Arena                      | Rob Van Dam, Sabu i Jerry Lawler vs. Tommy Dreamer, The Sandman i Rick Rude Steel Cage match                                |                                |
| Heat Wave (1998)                            | 2 sierpnia 1998                | Dayton, Ohio                   | Hara Arena                     | Tommy Dreamer, The Sandman i Spike Dudley vs. The Dudleys (Buh Buh Ray Dudley, D-Von Dudley i Big Dick Dudley) Street Fight |                                |
| Heat Wave (1999)                            | 18 lipca 1999                  | Dayton, Ohio                   | Hara Arena                     | Rob Van Dam i Jerry Lynn vs. Impact Players (Lance Storm i Justin Credible) Tag team match                                  |                                |
| Heat Wave (2000)                            | 16 lipca 2000                  | Los Angeles, Kalifornia        | Grand Olympic Auditorium       | Justin Credible (c) vs. Tommy Dreamer Stairway to Hell match o ECW World Heavyweight Championship                           |                                |
| WWE: NXT                                    |                                |                                |                                | |                                |
| NXT Heatwave (2022)                         | 16 sierpnia 2022               | Orlando, Floryda               | WWE Performance Center         | Bron Breakker (c) vs. JD McDonagh Singles match o NXT Championship                                                          | [ 1 ] [ 2 ] [ 3 ]              |
| NXT Heatwave (2023)                         | 22 sierpnia 2023               | Orlando, Floryda               | WWE Performance Center         | Carmelo Hayes (c) vs. Wes Lee Singles match o NXT Championship                                                              | [ 4 ]                          |
| NXT Heatwave (2024)                         | 7 lipca 2024                   | Toronto, Ontario, Kanada       | Scotiabank Arena               | Trick Williams (c) vs. Je'Von Evans vs. Ethan Page vs. Shawn Spears Fatal 4-way match o NXT Championship                    | [ 5 ]                          |